# Drönarattack

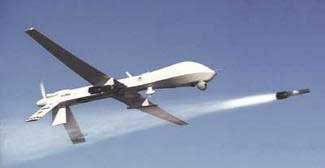
En drönare, av modell Predator, skjuter en Hellfire-missil.

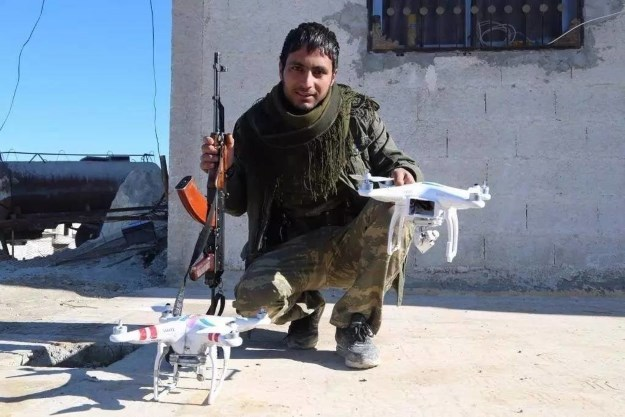
Soldat med drönare.

Drönarattack är en attack av ett eller flera obemannade stridsflygplan (stridsdrönare) eller av beväpnade civila drönare. 
Attackdrönare används vanligtvis för att skjuta en missil eller släppa en bomb på ett mål. Drönaren kan vara utrustad med sådana vapen som målstyrda bomber, klusterbomber, brännanordningar, jaktrobot, pansarvärnsrobot eller andra typer av precisionsstyrda ammunition. Sedan sekelskiftet har de flesta drönarattacker genomförts av den amerikanska militären i länder som Afghanistan, Pakistan, Syrien, Irak, Somalia och Jemen med attackrobotar.
Drönarattacker används av flera länder för att försöka genomföra riktade insatser mot mål.